# Шове (печера)
Печера Шове (фр. Grotte Chauvet) — печера, що розташована поблизу невеликого міста Валлон-Пон-д'Арк в долині річки Ардеш на Півдні Франції. У печері виявлено понад 300 малюнків із зображеннями тварин. Методом радіовуглецевого датування вік малюнків встановлено між 33 000 та 30 000 років. У цьому випадку наскельний живопис є найдавнішим зразком печерного мистецтва у світі. Сумнівів щодо достовірності малюнків у вчених немає, однак суперечки про датування тривають.

## Короткий опис
Печеру відкрив 18 грудня 1994 року Жан-Марі Шове. Печера закрита для публічного доступу, оскільки будь-яка помітна зміна вологості повітря може призвести до пошкодження настінного живопису. Право доступу, лише на кілька годин і з дотриманням обмежень, можуть отримати лише деякі археологи. Печера була відрізана від зовнішнього світу з часів льодовикового періоду через падіння скелі перед її входом.
На малюнках в печері зображені волохатий носоріг, тарпан, печерний лев і деякі інші тварини льодовикового періоду. Знайдені в печері кістки переважно належать ведмедям. Залишається нез'ясованою причина надзвичайно великої кількості ведмежих кісток: можливо, жителі печери сповідували культ ведмедя.
2010 року Вернер Герцоґ зняв документальний фільм «Печера забутих снів», присвячений загадкам печери та її околиць.

## Найдавніші сліди людини
У глибині печери є чимало місць, де збереглися сліди людини, що колись були залишені на вологій глині. Існує припущення про існування в печері слідів собаки, проте ця теза ще не доведена. У одному місці протягом 70 м можна простежити добре збережені сліди дитини. Припускають, що це був восьмирічний хлопчик. За вм'ятинами в печері видно, що через рівні проміжки він бив смолоскипом у стіну, аби збільшити яскравість полум'я. Радіовуглецевий метод визначення віку показав, що сліди були залишені в печері близько 26 000 років тому. Отже, це найдавніші відомі сліди людини, що збереглися до сьогодні. На думку археологів, люди не жили в печері, а перебували в ній нетривалий час.

### Відбитки рук
Окрім зображень мамонтів, диких коней та інших тварин, тут є і чимало відбитків рук. Дін Сноу, антрополог з Пенсильванського університету, вивчаючи відбитки рук, помітив, що один із них був безсумнівно не чоловічим – його залишила жінка (це вдалося зробити, придивившись до пропорцій долоні та довжини пальців: у чоловіків підмізинний палець довший, ніж указівний, а у жінок – навпаки або ж обидва пальці однакової довжини).
За результатами виявилось, що лише 10 % відбитків рук залишили дорослі чоловіки, 15 % – підлітки, а 75 % (переважну більшість) – жінки. Дослідження, крім того, продемонструвало, що відмінності між статями 30 тисяч років тому були набагато виразнішими, ніж сьогодні. «Спершу я думав, що визначити стать власника стародавнього відбитка буде вкрай важко, – пояснює вчений. – Але, заглибившись у роботу, зрозумів, що тілесні відмінності тоді були очевиднішими, ніж зараз».

## Галерея

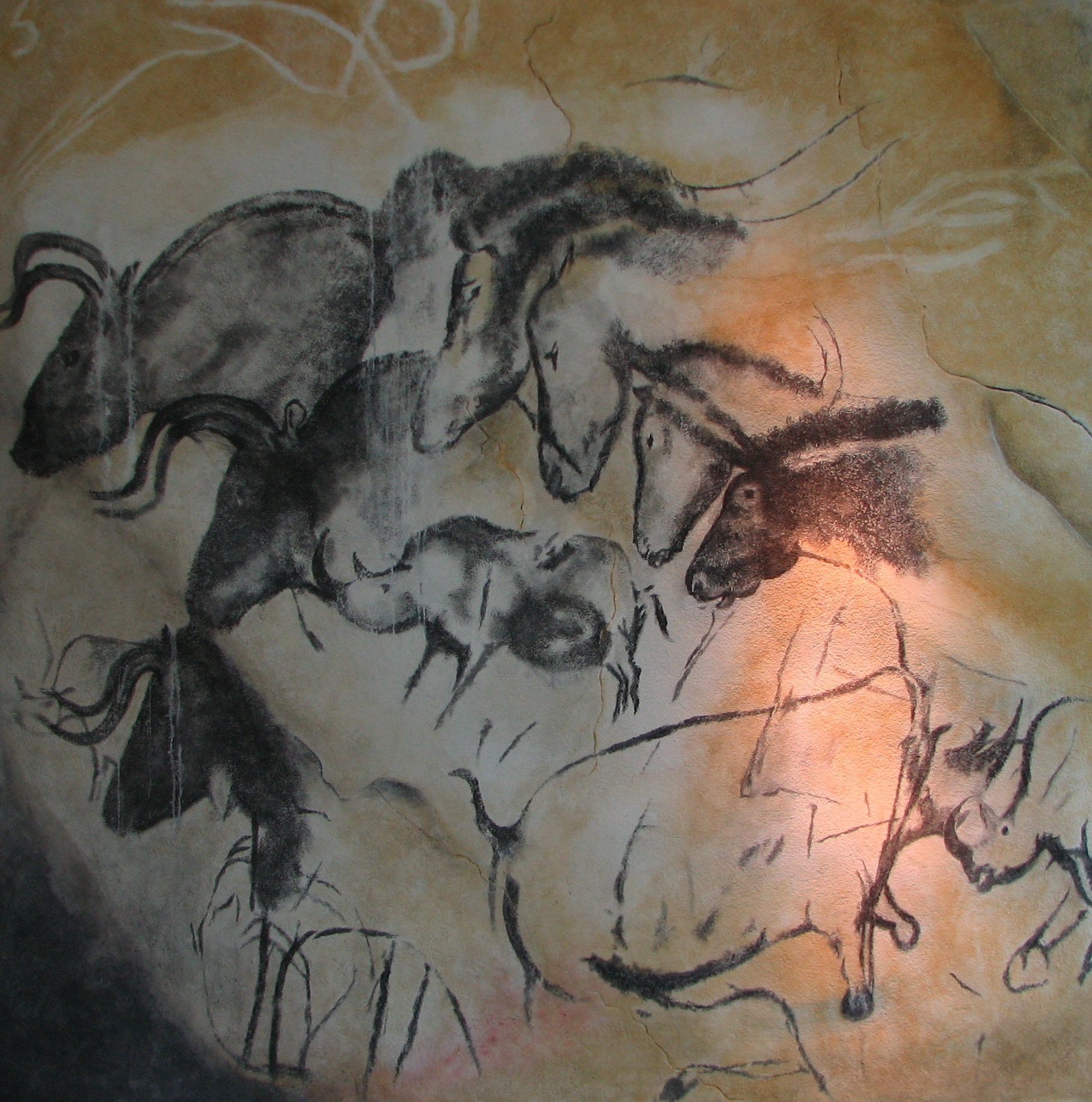
Тарпани, носороги й тури
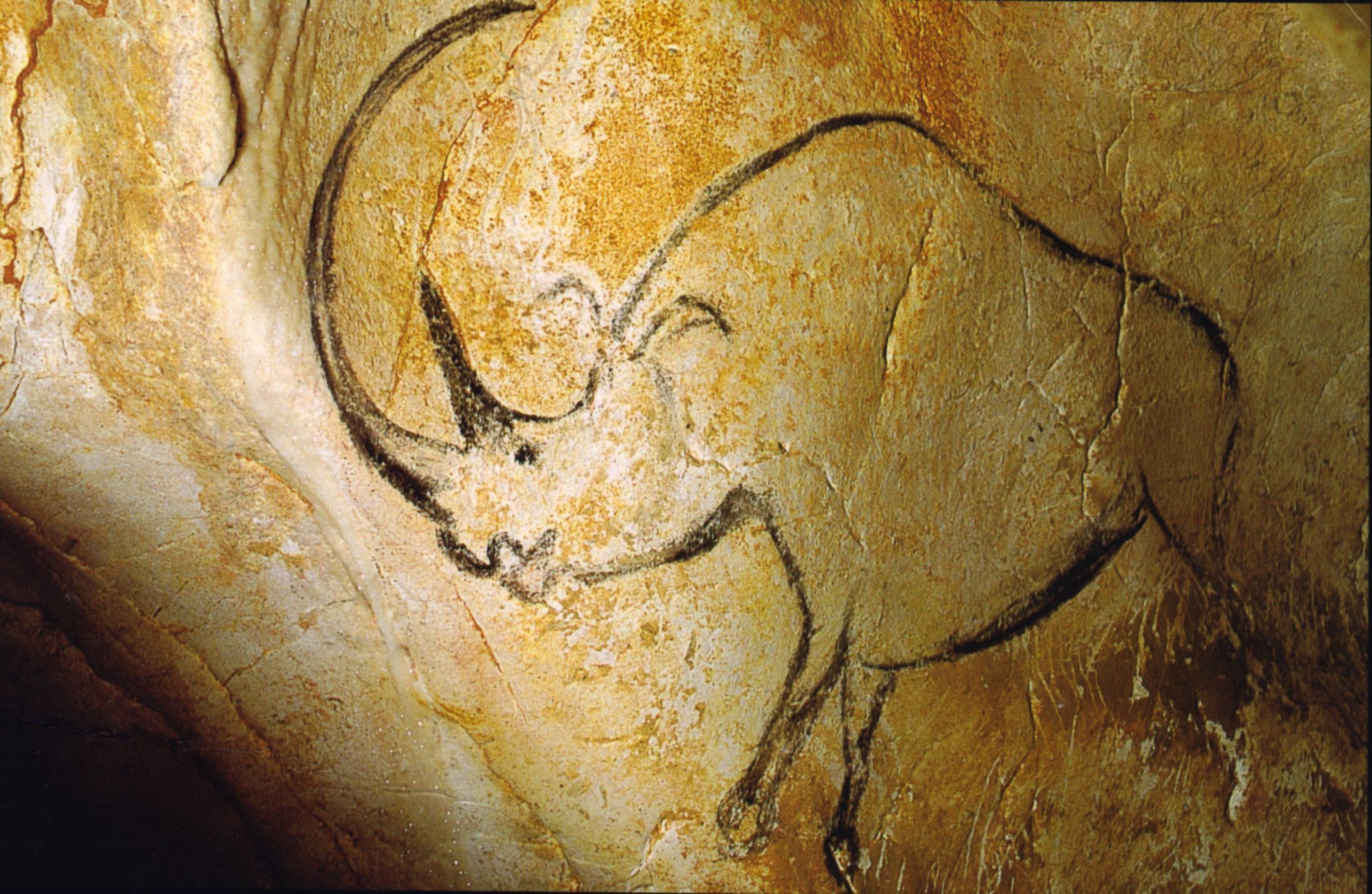
Носоріг
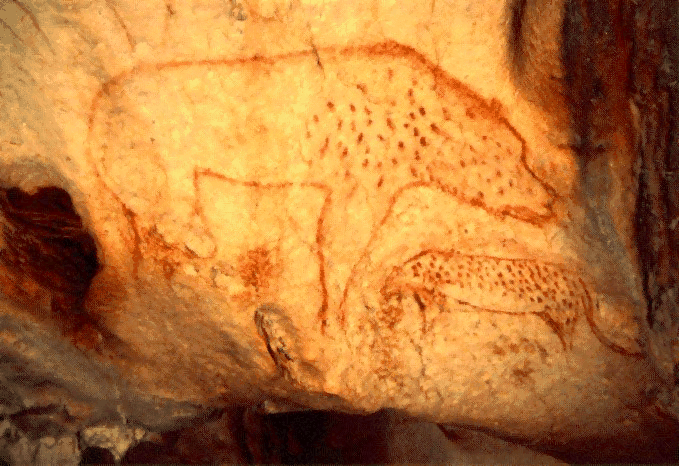
Гієна
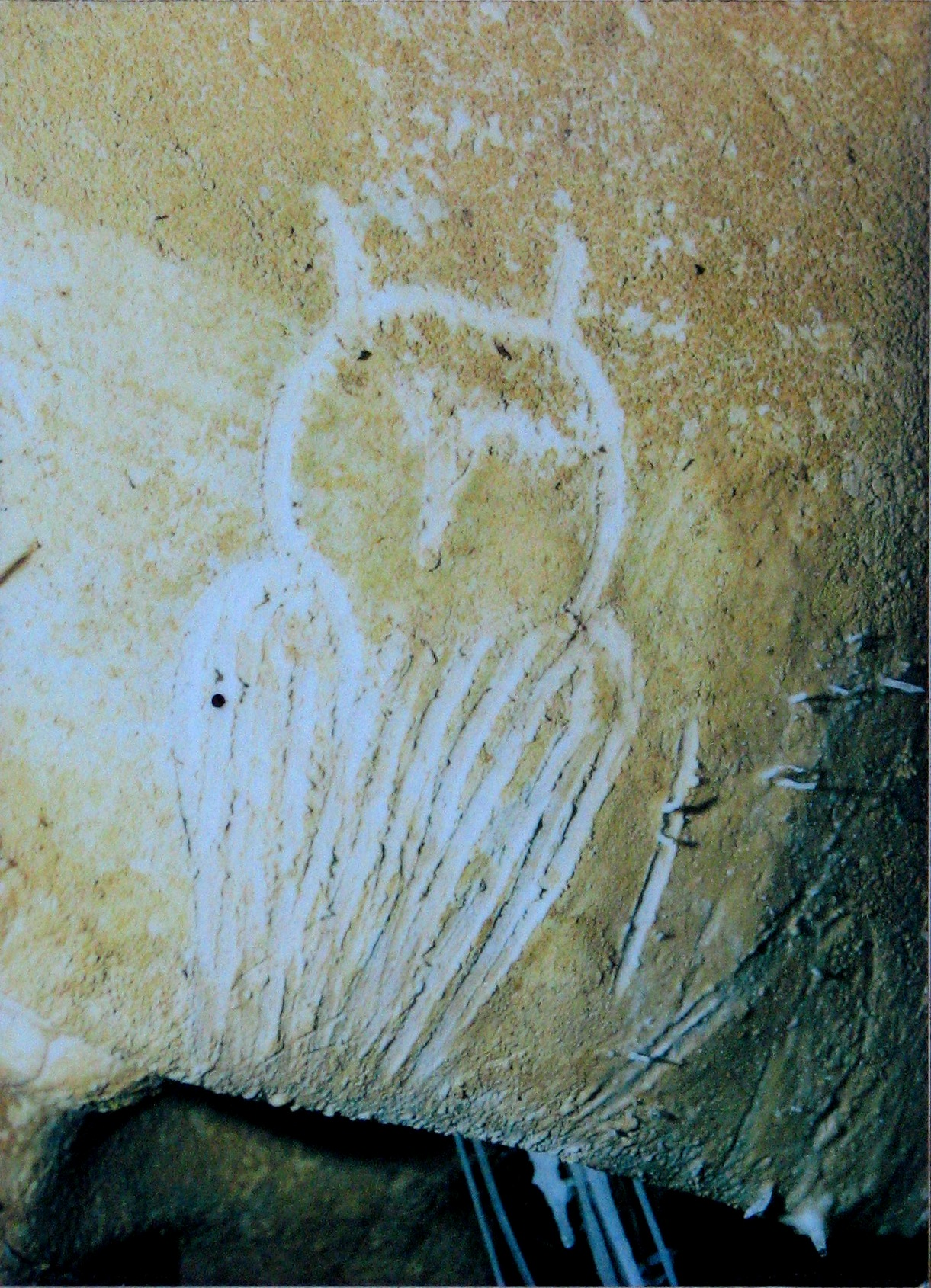
Сова